# Gustav Stresemann
Gustav Stresemann (Berlijn, 10 mei 1878 – aldaar, 3 oktober 1929) was een Duits democratisch politicus. Hij was lid van de Rijksdag, korte tijd rijkskanselier en van 1923 tot zijn overlijden minister van Buitenlandse Zaken. In 1926 kreeg hij samen met de Franse politicus Aristide Briand de Nobelprijs voor de Vrede voor het verbeteren van de betrekkingen tussen Frankrijk en Duitsland. Hij wordt gezien als iemand die stabiliteit bracht in het Duitsland van na de Eerste Wereldoorlog.

## Biografie
Stresemann studeerde economie in Berlijn. Van 1907 tot 1912 en van 1914 tot 1918 was hij lid van de Rijksdag voor de Nationalliberale Partei (NLP). Stresemann behoorde tot de linkervleugel van de partij, die bereid was tot samenwerking met de sociaaldemocratische SPD en de links-liberale Vooruitgangspartij.
Tijdens de Eerste Wereldoorlog stond hij een annexionistische politiek voor ten aanzien van de door Duitsland bezette gebieden (Septemberprogramm). Hij werkte hierom nauw samen met de kwartiermeester-generaal van de generale staf (Oberste Heeresleitung), generaal Erich Ludendorff. Anders dan de extreem-nationalistische generale staf stond Stresemann vooral uit economisch oogpunt annexaties voor.
Na de Duitse nederlaag in november 1918 werd Stresemann vanwege zijn houding tijdens de oorlog niet toegelaten tot de Deutsche Demokratische Partei (DDP). Als reactie hierop richtte hij de nationaal-liberale Deutsche Volkspartei (DVP) op. Deze partij werd een invloedrijke factor tijdens de Weimarrepubliek. Zijn aanvankelijk negatieve kijk op de republiek veranderde na enige tijd - voorheen was hij monarchist en stond hij in contact met kroonprins Wilhelm, de zoon van keizer Wilhelm II. In 1920 werd Stresemann opnieuw in de Rijksdag gekozen en van augustus tot september 1923 was hij rijkskanselier. Van 1923 tot zijn dood was hij minister van Buitenlandse Zaken. Tijdens zijn ministerschap voerde hij de herstelbetalingen voortvloeiend uit de bepalingen van het Verdrag van Versailles uit en knoopte hij betrekkingen aan met Frankrijk. In 1925 sloot hij het Verdrag van Locarno en in 1926 trad Duitsland toe tot de Volkenbond. In 1926 verkreeg hij samen met de Franse politicus Aristide Briand de Nobelprijs voor de Vrede.
Vanaf 1928 begon de hoge werkdruk zijn gezondheid te ondermijnen. Hij overleed in 1929 op 51-jarige leeftijd aan een beroerte.
Stresemann was weinig geliefd bij extreem-nationalistische groepen, zoals de nazi's, omdat hij een volledige naleving van het Verdrag van Versailles voorstond, hoewel hij het verdrag persoonlijk verwierp.

## In Europa
In de videoreportages gebaseerd op het boek In Europa van Geert Mak, komt ook Gustav Stresemann aan bod. Hierin neemt men aan dat het einde van de gouden jaren die men kende in Duitsland in de jaren twintig, samenviel met het overlijden van Gustav Stresemann. Slechts drie weken na diens overlijden stortte de Amerikaanse beurs in, wat grote gevolgen had, ook voor de Duitse economie.
Hij zorgde voor stabiliteit in de anders wankele Weimarrepubliek. Samen met Stresemann werd de Weimarrepubliek eigenlijk begraven. Daarna stak de economische crisis de kop op waardoor het nationaalsocialisme een sterke opmars kende.